# Симфония № 10 (Дмитрий Шостакович)
„Симфония № 10“ в ми минор (опус 93) е симфония на руския композитор Дмитрий Шостакович от 1953 година.
Написана е през втората половина на 1953 година и е първата симфония на композитора след осемгодишно прекъсване, по време на което той изпада в немилост пред тоталитарния комунистически режим в Съветския съюз. Наред с Пета и Седма симфония, това е една от най-популярните симфонии на Шостакович. Тя съдържа множество музикални цитати и кодове, а яростното второ действие изглежда представлява музикален портрет на починалия малко по-рано диктатор Йосиф Сталин. Представена е за пръв път на 17 декември 1953 година в Ленинград в изпълнение на оркестъра на Ленинградската филхармония под диригентството на Евгений Мравински.